# Nikos Metaxas
Nikos Metaxas (en griego: Νίκος Μεταξάς; nacido en 1984) es un exoficial del ejército y asesino serial grecochipriota. Se declaró culpable de los asesinatos de Mitsero, en los que cinco mujeres y dos niñas fueron asesinadas. Ha sido condenado por el Tribunal Supremo de Chipre a siete cadenas perpetuas.

## Víctimas
Metaxas confesó haber asesinado a cinco mujeres y dos niñas, todas extranjeras, las mujeres adultas trabajaban como empleadas domésticas en Chipre. Todos los hallazgos realizados, con excepción del primero, que fue fortuito y desencadenó la investigación, se hicieron gracias a la confesión del asesino.
Livia Florentina Bunea, una mujer rumana de 36 años, y su hija de ocho años, Elena, fueron asesinadas en septiembre de 2016, se cree que fueron las primeras víctimas. Sus cuerpos fueron colocados en maletas y abandonados en un lago. En 2019 se encontró una tercera maleta con el cuerpo de Maricar Valtez Arquiola, una mujer filipina de 31 años desaparecida en diciembre de 2017. Mary Rose Tiburcio, una mujer filipina de 38 años y trabajadora migrante, fue la última mujer asesinada pero el primer cuerpo en ser encontrado; su cuerpo fue descubierto en una mina abandonada el 14 de abril de 2019 por un turista alemán.
La policía pronto encontró los cuerpos de dos mujeres: la filipina Arian Palanas Lozano y la nepalesa, Ashita Khadka Bista, cuyo cuerpo fue encontrado por detectives en un pozo dentro un campo de tiro del ejército. 
Metaxas dio información a la policía para localizar el cuerpo de una niña filipina de seis años, Sierra Graze Seucalliuc, que encontrado en el lago Memi el 12 de junio de 2019. Ella desapareció junto con su madre, Mary Rose Tiburcio, en mayo de 2018.
Seis de sus víctimas murieron por estrangulamiento y una por un golpe en la cabeza.

## Juicio
En 2019 Metaxas fue llevado a juicio, el acusado se declaró culpable del asesinado de cinco mujeres y dos niñas.
El jurado comentó que Metaxas elegía a víctimas indefensas que habían llegado a Chipre en busca de trabajo. Salió a la luz que contactó algunas de sus víctimas por internet con el nombre de usuario 'Orestes35' para tener relaciones sexuales.